# 血液流變學
血液流变学是研究血液及其血浆和血细胞流动性的一門學科。血液流動性的改变對疾病起着重要作用。血液黏度是血液流動性的一個指標，它由血浆粘度、血细胞压积（红细胞的体积分数）和红细胞的機械特性所决定。由於红细胞有独特的机械行为，所以血液为一种非牛頓流體，血液的粘度随着剪率的变化而变化。在高剪率下，血液的粘性会降低，比如在运动時，血液的流量會增加。相反当剪率下降时，血液流量減少，血液粘度增加。